# Rahid Amirguliev
Rahid Amirguliev (en azerí: Rahid Əmirquliyev; n. Qusar, 1 de septiembre de 1989) es un futbolista azerí. Actualmente juega como centrocampista para club de Liga Premier de Azerbaiyán Qarabağ. Jugó 255 partidos y pasar 10 años con Khazar Lankaran.

## Biografía
El 21 de diciembre de 2015, Amirguliyev firmó un contrato de 2,5 años con Qarabağ.